# Домбрувка (гміна Люзіно)
Домбрувка (пол. Dąbrówka) — село в Польщі, у гміні Люзіно Вейгеровського повіту Поморського воєводства.
Населення — 422 особи (2011).
У 1975-1998 роках село належало до Гданського воєводства.

## Демографія
Демографічна структура станом на 31 березня 2011 року:
|          | Загалом | Допрацездатний вік | Працездатний вік | Постпрацездатний вік |
| -------- | ------- | ------------------ | ---------------- | -------------------- |
| Чоловіки | 214     | 78                 | 128              | 8                    |
| Жінки    | 208     | 72                 | 115              | 21                   |
| Разом    | 422     | 150                | 243              | 29                   |